# Platygastridae
Famille
Les Platygastridae sont une famille d'insectes de l'ordre des hyménoptères.

## Liste des sous-familles
Selon ITIS (21 avril 2019) :
- sous-famille Platygastrinae Haliday, 1833
- sous-famille Sceliotrachelinae Brues, 1908

Selon Wikispecies (consulté le 25 avril 2019):

Platygastrinae - Scelioninae - Sceliotrachelinae - Teleasinae - Telenominae